# Castor Cantero
Castor Sixto Cantero (ur. 12 stycznia 1918) – piłkarz paragwajski, pomocnik.
Cantero wziął udział w turnieju Copa América 1942, gdzie Paragwaj zajął 4. miejsce. Zagrał w trzech meczach - z Argentyną, Peru i Brazylią.
W turnieju Copa América 1946 Paragwaj był trzeci, a Cantero wystąpił w trzech spotkaniach - z Argentyną, Brazylią i Urugwajem.
Cantero wziął udział w turnieju Copa América 1949, gdzie Paragwaj zdobył tytuł wicemistrza Ameryki Południowej. Cantero zagrał we wszystkich ośmiu meczach - z Kolumbią, Ekwadorem, Peru, Urugwajem, Chile, Boliwią i w dwóch decydujących o mistrzostwie kontynentu meczach z Brazylią.
Rok później jako piłkarz klubu Club Olimpia był w kadrze reprezentacji podczas finałów mistrzostw świata w 1950 roku, gdzie Paragwaj odpadł w fazie grupowej. Cantero zagrał w obu meczach - ze Szwecją i Włochami.
W latach 1942–1950 rozegrał w reprezentacji Paragwaju 34 mecze, w których nie zdobył żadnej bramki.
Przez większość swej kariery grał w klubie Club Olimpia.